# Бабі (міфологія)
Бабі (Бабан; досл. «Бик бабуїнів» або «Вождь бабуїнів») — в єгипетській міфології один з загробних демонів мороку і тьми, зазвичай виступає в ролі божества Дуата, що перешкоджає попаданню померлого в потойбічний світ. Іноді називався первородним сином Осіріса, що допомагає батькові вершити суд над душами померлих.
Образ Бабі сходить до уявлень єгиптян додинастичного періоду, які ототожнювали бабуїнів з померлими правителями. Вважається, що саме слово «бабуїн» походить від імені цього персонажа єгипетської міфології.